# SN 2002kb
SN 2002kb – supernowa odkryta 31 lipca 2002 roku w galaktyce A033242-2750. W momencie odkrycia miała maksymalną jasność 24,20m.